# Ледено доба: Велика потрага за јајима
Ледено доба: Велика потрага за јајима (енгл. Ice Age: The Great Egg-Scapade) jе амерички анимирани телевизијски специјал из 2016. године, студија Blue Sky. Премијерно је приказан на Фоксу током ускршње сезоне те године. Већина глумаца је репризирала своје улоге из претходних филмова, осим Азиза Ансарија, кога је у улози Сквинта заменио Сет Грин. Ускршњи специјал је смештен између филмова Ледено доба 4: Померање континената и Ледено доба 5: Велики удар.

## Радња
Пролеће долази после Леденог доба и Сиду пада на ум луда идеја, да покрене агенцију за седење на јајима. Све поквари зека крадљивац, који украде, обоји и сакрије сва јаја која је Сид пазио па екипа крене у потрагу за њима.

## Улоге
| Глумац              | Улога       |
| ------------------- | ----------- |
| Реј Романо          | Мени        |
| Денис Лири          | Дијего      |
| Џон Легвизамо       | Сид         |
| Тараџи Пенда Хенсон | Етел        |
| Квин Латифа         | Ели         |
| Габријел Иглесијас  | Чоли        |
| Венди Вилијамс      | мама Кондор |
| Шон Вилијам Скот    | Креш        |
| Џош Пек             | Еди         |
| Сет Грин            | Сквинт      |
| Крис Веџ            | Скрет       |